# Tream

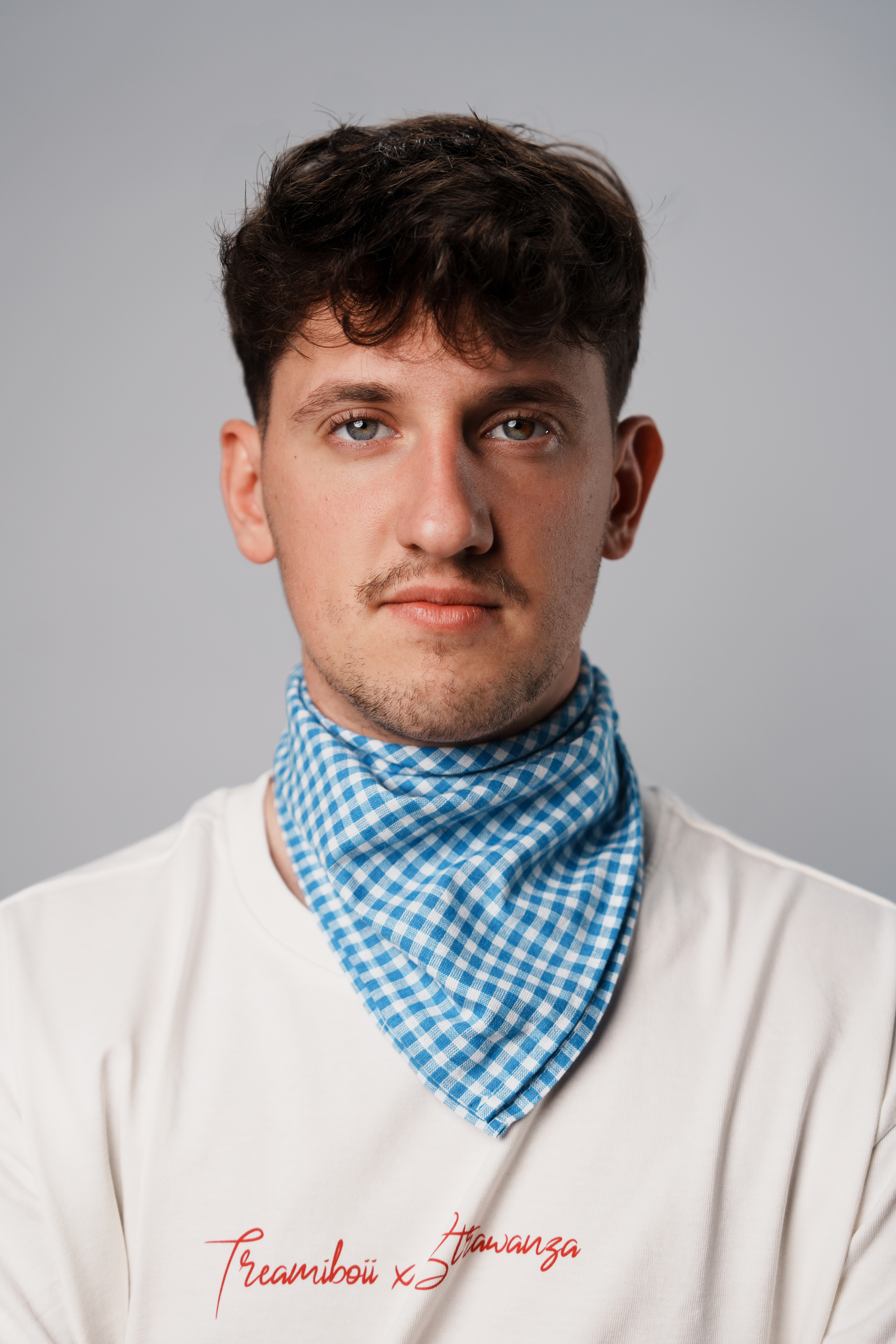
Tream (2024)

Tream (* 18. Oktober 1998; bürgerlich Timo Grabinger), meist als Tream & treamiboii, ist ein deutscher Rapper und Partyschlagersänger.

## Leben und Karriere

### Frühes Leben und Privates
Timo Grabinger wurde am 18. Oktober 1998 geboren und stammt aus Büchelkühn, zugehörig zur oberpfälzischen Stadt Schwandorf, in Bayern. Er ist der Sohn eines Hoteliers und hat eine Lehre zum Koch abgeschlossen, an der er jedoch keinen Spaß hatte, weswegen er seiner Leidenschaft als Musiker nachging. Er hat mehrere Geschwister und ist leidenschaftlicher Angler.
Tream sieht sich selbst als „Dorfkind“ und trägt als Markenzeichen ein weiß-blau-kariertes Halstuch, mit dem er die Verbundenheit zu seiner Heimat Bayern zeigen will.

### Anfänge als Musiker
Tream lernte ab dem Alter von zehn Jahren das Gitarrenspiel. Mit der Musik begann er laut eigener Aussage, um Mädchen zu beeindrucken. Sein Künstlername bedeutet „Timos Traum“ – das „T“ steht für seinen bürgerlichen Vornamen Timo, „[D]ream“ für das englische Wort für Traum.
Am 11. Mai 2018 veröffentlichte er mit dem Lied Blödsinn seine Debütsingle, sein Debütalbum (S)hit folgte am 3. November 2018. Bis Anfang 2022 folgten weitere Singles und Alben, die jedoch noch keine kommerziellen Erfolge erzielten.

### Durchbruch und kommerzielle Erfolge

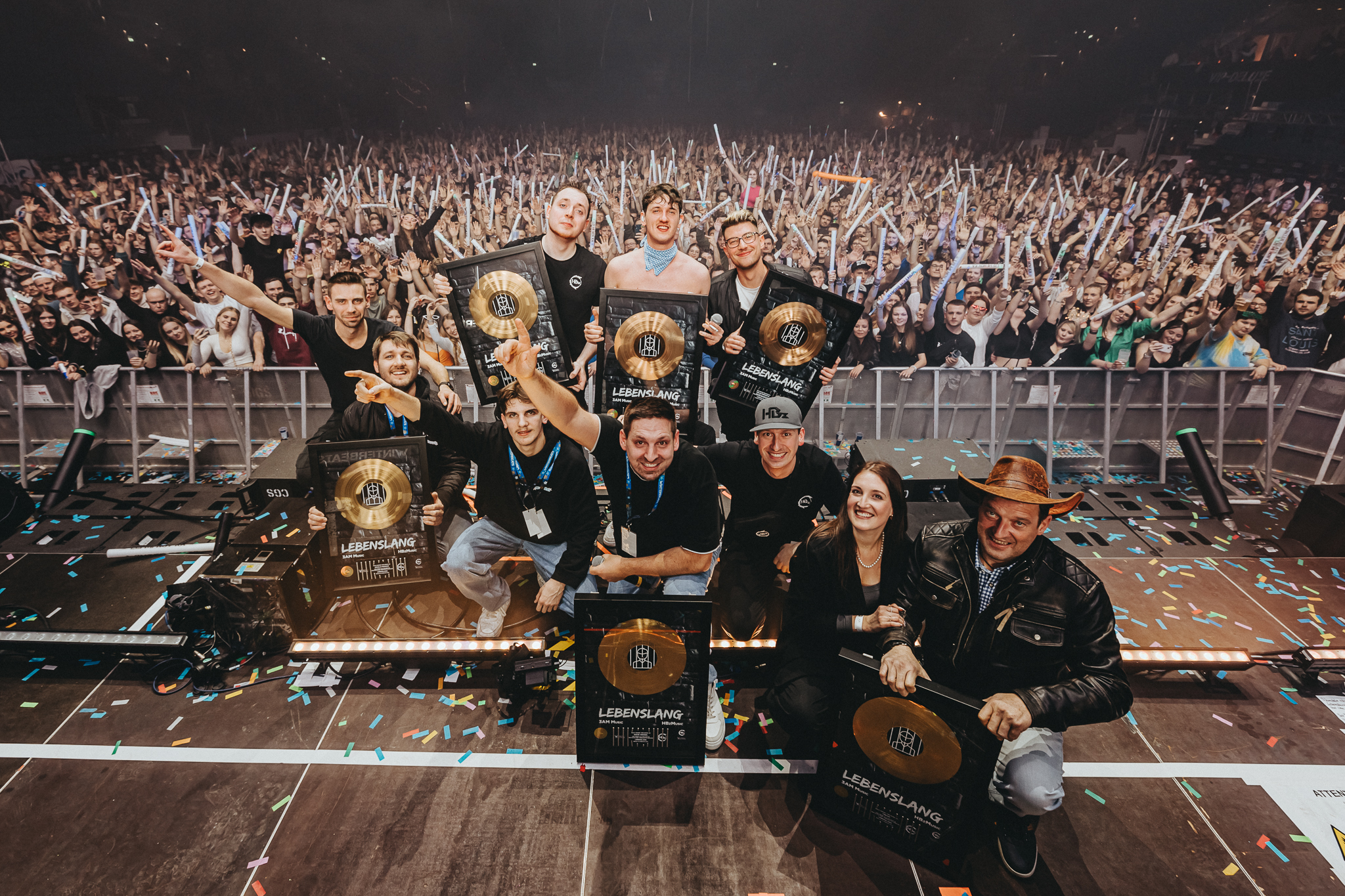
Tream (stehend mit Halstuch) mit HBz auf dem Winterbeats Festival 2023

2022 gelang ihm durch einen Remix des DJ-Duos HBz seiner Single Lebenslang der kommerzielle Durchbruch. Das Lied stieg Mitte April 2022 auf Rang 59 in die Ö3 Austria Top 40 ein und erreichte am 19. Juli 2022 mit Platz 26 seine beste Notierung. Ende Oktober 2022 erreichte der Song zudem die deutschen Singlecharts, in denen er nach Veröffentlichung einer Remix-EP im September 2023 mit Position 47 seine Höchstplatzierung verzeichnete. Zudem wurde Lebenslang mit einer Platin-Schallplatte für über 400.000 verkaufte Einheiten in Deutschland ausgezeichnet. Am 24. Februar 2023 erschien sein fünftes Studioalbum Büchelkühn, mit dem er auf Position 37 erstmals die deutschen Albumcharts erreichte.
Im Sommer 2023 erreichte er mit den Songs Zelten auf Kies und Liebe auf der Rückbank (mit Finch) Platz 32 bzw. 14 der deutschen Singlecharts. 2023 spielte Tream seine erste, insgesamt 19 Auftritte umfassende und ausverkaufte Tournee unter dem Namen „Kneipentour“. Zum Jahreswechsel 2023/2024 trat er in der ZDF-Silvestershow am Brandenburger Tor auf.

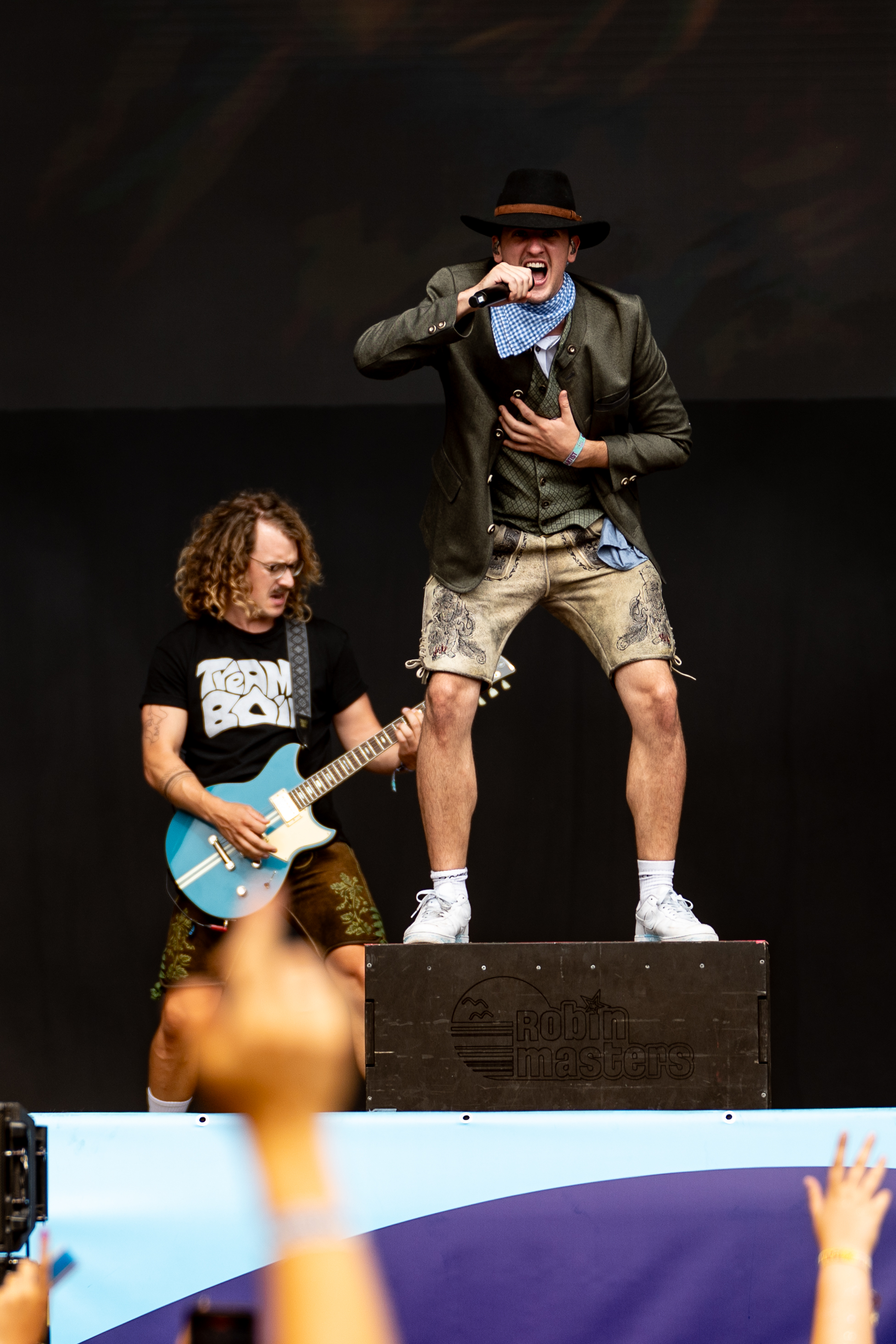
Tream auf dem Superbloom-Festival 2024

Im Februar 2024 konnte Tream sich mit der Single Herz macht bamm erstmals in den deutschen Top 10 platzieren. Danach folgte unter anderem eine Kollaboration mit Heino bei dem Lied Anna. Im September 2024 initiierte und spielte Tream ein Benefizkonzert für die Hochwasseropfer im Jahr 2024. Im Herbst 2024 spielte er die weitgehend ausverkaufte „Biergarnitour“-Tournee, für die rund 100.000 Tickets verkauft wurden, das Finale der Tournee fand in der ausverkauften Olympiahalle München statt. Sein sechstes Album Irgendwie, irgendwann stieg im Dezember 2024 auf Platz vier der Albumcharts ein.
Anfang 2025 platzierte er sich mit Lied Herzblatt (aua aua), einer Zusammenarbeit mit Mia Julia, in den Top 10 der deutschen und österreichischen Hitparade.

## Musikstil
Tream bezeichnet sich selbst als „Deutschlands erste[n] Schlagerrapper“. Schon früh experimentierte er mit der Verbindung von Partyschlager und Rap-Elementen, beispielsweise im Song Verliebt verloren. Seine früheren Veröffentlichungen weisen noch Elemente des Cloud Rap auf, während sich Lieder wie Lebenslang, Hinters Bierzelt, Goldmarie oder 3er BMW musikalisch zwischen Rap, Partyschlager, elektronischer Tanzmusik und Happy Hardstyle bewegen. Tream produziert den Großteil seiner Songs selbst und verwendet hierbei auch Samples aus Hits wie Around the World (La La La La La) oder Maniac. Inhaltlich handeln Treams Lieder hauptsächlich von exzessivem Alkoholkonsum, Frauen, Landleben und Heimat. Er selbst bezeichnet seinen Stil folgendermaßen: „Ich erzähle von meinem Leben und meiner Persönlichkeit. Das ist alles nicht ganz sauber und makellos, dafür aber verdammt ehrlich. Ich liebe es zudem, ironisch zu provozieren.“

## Diskografie

### Studioalben
| Jahr | Titel Musiklabel                | Höchstplatzierung, Gesamtwochen, AuszeichnungChartplatzierungen (Jahr, Titel, Musiklabel, Platzierungen, Wochen, Auszeichnungen, Anmerkungen) | Höchstplatzierung, Gesamtwochen, AuszeichnungChartplatzierungen (Jahr, Titel, Musiklabel, Platzierungen, Wochen, Auszeichnungen, Anmerkungen) | Anmerkungen                             |
| Jahr | Titel Musiklabel                | DE | AT | Anmerkungen                             |
| ---- | ------------------------------- | --- | --- | --------------------------------------- |
| 2023 | Büchelkühn 3AM Music            | DE37 (1 Wo.)DE | — | Erstveröffentlichung: 24. Februar 2023  |
| 2024 | Irgendwie, irgendwann 3AM Music | DE4 (8 Wo.)DE | AT30 (6 Wo.)AT | Erstveröffentlichung: 29. November 2024 |

Weitere Studioalben
- 2018: (S)hit
- 2019: Trash
- 2020: Verliebt verloren
- 2021: Rocker

### EPs
- 2021: Me, Myself & I
- 2021: Summer Treams

### Singles
| Jahr | Titel Album                           | Höchstplatzierung, Gesamtwochen, AuszeichnungChartplatzierungen (Jahr, Titel, Album, Platzierungen, Wochen, Auszeichnungen, Anmerkungen) | Höchstplatzierung, Gesamtwochen, AuszeichnungChartplatzierungen (Jahr, Titel, Album, Platzierungen, Wochen, Auszeichnungen, Anmerkungen) | Höchstplatzierung, Gesamtwochen, AuszeichnungChartplatzierungen (Jahr, Titel, Album, Platzierungen, Wochen, Auszeichnungen, Anmerkungen) | Anmerkungen                                                               |
| Jahr | Titel Album                           | DE | AT | CH | Anmerkungen                                                               |
| ---- | ------------------------------------- | --- | --- | --- | ------------------------------------------------------------------------- |
| 2022 | Lebenslang –                          | DE47 Platin · (28 Wo.)DE | AT26 (35 Wo.)AT | — | Erstveröffentlichung: 7. Januar 2022 Verkäufe: + 400.000                  |
| 2022 | Rhythm of My Life Büchelkühn          | DE— aDE | — | — | Erstveröffentlichung: 30. Dezember 2022                                   |
| 2023 | Zelten auf Kies –                     | DE32 Gold · (25 Wo.)DE | AT47 (17 Wo.)AT | — | Erstveröffentlichung: 12. Mai 2023 Verkäufe: + 300.000                    |
| 2023 | Liebe auf der Rückbank Dorfdisko zwei | DE14 Platin · (103 Wo.)DE | AT19 (58 Wo.)AT | CH— GoldCH | Erstveröffentlichung: 31. Mai 2023 Verkäufe: + 610.000; Finch feat. Tream |
| 2023 | Deine Augen –                         | DE— bDE | — | — | Erstveröffentlichung: 14. Juli 2023 mit 2 Engel & Charlie                 |
| 2023 | Eurodance –                           | DE— cDE | — | — | Erstveröffentlichung: 28. Juli 2023                                       |
| 2023 | 50ccm –                               | DE— dDE | — | — | Erstveröffentlichung: 11. August 2023                                     |
| 2023 | Weinst du –                           | DE65 (3 Wo.)DE | — | — | Erstveröffentlichung: 29. September 2023                                  |
| 2023 | Beychlkien –                          | DE— eDE | — | — | Erstveröffentlichung: 27. Oktober 2023                                    |
| 2023 | Ich will nicht, dass du gehst –       | DE— fDE | — | — | Erstveröffentlichung: 17. November 2023                                   |
| 2024 | 7 Sünden –                            | DE68 (1 Wo.)DE | AT66 (1 Wo.)AT | — | Erstveröffentlichung: 7. Januar 2024                                      |
| 2024 | Herz macht bamm –                     | DE5 (13 Wo.)DE | AT15 (8 Wo.)AT | — | Erstveröffentlichung: 9. Februar 2024                                     |
| 2024 | Superstars –                          | DE19 (4 Wo.)DE | AT32 (2 Wo.)AT | — | Erstveröffentlichung: 8. März 2024                                        |
| 2024 | Anna –                                | DE59 (1 Wo.)DE | AT29 (1 Wo.)AT | — | Erstveröffentlichung: 12. April 2024 feat. Heino                          |
| 2024 | Kamikaze –                            | DE29 (4 Wo.)DE | AT47 (2 Wo.)AT | — | Erstveröffentlichung: 17. Mai 2024 feat. Finch                            |
| 2024 | Dieser Sommer –                       | DE27 (13 Wo.)DE | AT33 (9 Wo.)AT | — | Erstveröffentlichung: 31. Mai 2024                                        |
| 2024 | Einmal zurück in die Zeit –           | DE— gDE | — | — | Erstveröffentlichung: 12. Juli 2024                                       |
| 2024 | Gespenster –                          | DE63 (2 Wo.)DE | AT46 (2 Wo.)AT | — | Erstveröffentlichung: 23. August 2024                                     |
| 2025 | Herzblatt (aua aua) –                 | DE8 (14 Wo.)DE | AT7 (10 Wo.)AT | — | Erstveröffentlichung: 17. Januar 2025 mit Mia Julia                       |
| 2025 | Ohne dich –                           | DE22 (3 Wo.)DE | AT27 (2 Wo.)AT | — | Erstveröffentlichung: 11. April 2025 feat. Kati K & Finch                 |
| 2025 | ADAC –                                | DE19 (2 Wo.)DE | AT40 (1 Wo.)AT | — | Erstveröffentlichung: 8. Mai 2025 SDP feat. Tream                         |
| 2025 | Drago Augustino –                     | DE16 (… Wo.)DE | AT7 (… Wo.)AT | — | Erstveröffentlichung: 5. Juni 2025                                        |
| 2025 | Sommernächte –                        | DE57 (… Wo.)DE | AT42 (… Wo.)AT | — | Erstveröffentlichung: 1. August 2025                                      |

Weitere Singles
- 2018: Blödsinn
- 2018: Wenn ich will
- 2018: Je deviens fou
- 2018: Dienstag
- 2018: Perfect
- 2018: Shootout
- 2019: Rockstars
- 2019: Supreme Shirts (feat. Jvzzbvr)
- 2019: So fkn dmn (feat. Prettyboyfloyyd)
- 2019: Ewig tot
- 2019: Dubai Delight (feat. Prettyboyfloyyd)
- 2019: Lächeln in meinem Face
- 2020: Noch da
- 2020: Blut ist dicker (feat. Kaybe)
- 2020: Worst Case
- 2020: Lipgloss (mit Prettyboyfloyyd)
- 2020: NWNC (feat. Dvinci)
- 2020: Trostpreis (Bucci feat. Tream)
- 2020: Shawty (Young Calvin feat. Tream)
- 2020: Luft (feat. Bucci)
- 2020: Verliebt verloren
- 2020: Gleich
- 2020: Rich Bitch
- 2020: Fallen (mit Prettyboyfloyyd)
- 2020: Erinnerungen
- 2020: Flip (feat. Kaybe)
- 2020: Mood (mit Prettyboyfloyyd)
- 2020: Bad Bitch (mit Murcy)
- 2020: Merry Christmas
- 2020: Kenn dein Limit (mit Bucci)
- 2021: Verstehen (mit Prettyboyfloyyd)
- 2021: Rebound (mit Prettyboyfloyyd)
- 2021: Dran geglaubt (mit Bucci & Prettyboyfloyyd)
- 2021: Pictures
- 2021: Hautnah
- 2021: Rockstar Rmix
- 2021: Oberlippenbart
- 2021: EM Song 2021
- 2021: Weint der Geier
- 2021: Holz vor der Hütte gegen Oberlippenbart
- 2021: Superheld
- 2021: Sag mir (Remix) (mit Jona)
- 2021: Wollte zu viel
- 2021: NBA Star
- 2021: Keine Liebe
- 2021: Umbrella (Snipes Contest)
- 2021: Rocker
- 2021: Pull Up (mit Prettyboyfloyyd)
- 2021: Spieler
- 2021: Anakin
- 2021: Everytime We Touch
- 2021: Winter
- 2022: Wilder denn je
- 2022: Schickeria
- 2022: Willst du mit mir schlafen?
- 2022: Hinters Bierzelt
- 2022: Fankerl
- 2022: Erstens ich bin besoffen
- 2022: Feel Like
- 2022: Auf die Zeiten die mal waren
- 2022: Grüner Schein
- 2022: Dancing Queen Jeanny
- 2022: 365 Day ’n’ Night
- 2022: Minus
- 2022: Gegner
- 2022: Zu 10
- 2022: Summer of My Life
- 2022: Goldmarie (mit HBz)
- 2022: 3er BMW
- 2022: Best Life
- 2022: Hi
- 2022: Season
- 2022: When I First Saw You
- 2022: Streichel mir die Wampe (Marleen)
- 2022: München (mit Luca-Dante Spadafora)
- 2022: Kaiserschmarrn (mit Niklas Dee, Sääftig & Luca-Dante Spadafora)
- 2022: Intro
- 2022: Hey Puppe!
- 2022: Schwarzer BMW
- 2023: Skandale
- 2023: MP3
- 2023: Rosi
- 2023: Blick unters Dirndl
- 2023: Paradies (mit Niklas Dee & Luca-Dante Spadafora)
- 2023: Inspektor
- 2023: Miese Laune (Metrickz feat. Tream)
- 2023: Wie weit
- 2023: Sommer vorbei?
- 2023: Sehnsucht
- 2024: Bitte kein …
- 2024: Irgendwie, irgendwann
- 2024: Beamer Lover
- 2025: Die Nachbarin

## Auszeichnungen für Musikverkäufe
Anmerkung: Auszeichnungen in Ländern aus den Charttabellen bzw. Chartboxen sind in ebendiesen zu finden.
| Land/RegionAuszeichnungen für Musikverkäufe (Land/Region, Auszeichnungen, Verkäufe, Quellen) | Gold     | Platin     | Verkäufe  | Quellen           |
| -------------------------------------------------------------------------------------------- | -------- | ---------- | --------- | ----------------- |
| Deutschland (BVMI)                                                                           | Gold1    | 2× Platin2 | 1.300.000 | musikindustrie.de |
| Schweiz (IFPI)                                                                               | Gold1    | —          | 10.000    | hitparade.ch      |
| Insgesamt                                                                                    | 2× Gold2 | 2× Platin2 |           |                   |